# Discestra contribulis
Discestra contribulis là một loài bướm đêm trong họ Noctuidae.